# Saint-Christophe-et-Niévès aux Jeux olympiques d'été de 2024
Saint-Christophe-et-Niévès participe aux Jeux olympiques d'été de 2024 à Paris en France. Il s'agit de sa 8e participation à des Jeux d'été.
Les athlètes Naquille Harris et Zahria Allers-Liburd sont nommés porte-drapeaux de la délégation christophienne.

## Athlètes engagés
| Sport      | Hommes | Femmes | Total |
| ---------- | ------ | ------ | ----- |
| Athlétisme | 1      | 1      | 2     |
| Natation   | 1      | 0      | 1     |
| Total      | 2      | 1      | 3     |

## Résultats

### Athlétisme
| Athlètes             | Épreuve        | Premier tour (ou tour préliminaire) | Premier tour (ou tour préliminaire) | Repêchage (ou premier tour) | Repêchage (ou premier tour) | Demi-finales  | Demi-finales  | Finale        | Finale        |
| Athlètes             | Épreuve        | Temps                               | Rang                                | Temps                       | Rang                        | Temps         | Rang          | Temps         | Rang          |
| -------------------- | -------------- | ----------------------------------- | ----------------------------------- | --------------------------- | --------------------------- | ------------- | ------------- | ------------- | ------------- |
| Naquille Harris      | 100 m masculin | 10 s 33                             | 1er                                 | 10 s 38                     | 7e                          | Non qualifié  | Non qualifié  | Non qualifié  | Non qualifié  |
| Zahria Allers-Liburd | 100 m féminin  | 11 s 73                             | 1re                                 | 11 s 89                     | 8e                          | Non qualifiée | Non qualifiée | Non qualifiée | Non qualifiée |

### Natation
Le comité a accepté une invitation universelle pour envoyer concourir le nageur Troy Nisbett.
| Athlète      | Épreuve         | Séries  | Séries | Demi-finales | Demi-finales | Finale       | Finale       |
| Athlète      | Épreuve         | Temps   | Rang   | Temps        | Rang         | Temps        | Rang         |
| ------------ | --------------- | ------- | ------ | ------------ | ------------ | ------------ | ------------ |
| Troy Nisbett | 50 m nage libre | 28 s 71 | 69e    | Non qualifié | Non qualifié | Non qualifié | Non qualifié |